# Cathay Williams

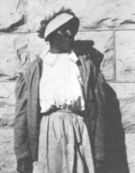
Cathay Williams in späten Jahren

Cathay Williams, auch William Cathay oder William Cathey (* September 1844 in Independence, Missouri; † um 1893 in Trinidad, Colorado), war eine US-amerikanische Soldatin der United States Army unter dem Pseudonym William Cathay. Sie war die erste Afroamerikanerin, die in der Armee diente und die einzige, die dokumentiert als Mann diente.

## Leben
Cathay Williams wurde als Tochter einer versklavten Mutter und eines freien Vaters in Independence, Missouri geboren. Durch den Status ihrer Mutter galt auch sie als Sklavin. Als Heranwachsende arbeitete sie als Haussklavin auf der Johnson Plantation, die dem reichen Pflanzer William Johnson gehörte und im ländlichen Bereich von Jefferson City lag, bis zu dessen Tode. Als 1861 Unionstruppen Jefferson City in der frühen Phase des Sezessionskrieges besetzten, wurde sie befreit und arbeitete als bezahlte Helferin mit militärischen Unterstützungsaufgaben für die Armee der Union. Sie diente im Alter von 17 Jahren als Köchin und Wäscherin und begleitete die Truppen der Infanterie durch das Land. Sie diente unter Colonel Thomas Hart Benton und war Zeugin der Schlacht in Little Rock, Arkansas, sowie General Philip Sheridan und war Zeugin der Schlacht am Pea Ridge.

## Eintritt in die Armee
Am 15. November 1866 trat Williams freiwillig in die Armee ein, in ein aufstrebendes schwarzes Regiment, das später Teil der Buffalo Soldiers wurde. Sie gab sich als Mann aus und nahm den Namen William Cathay an. Sie verpflichtete sich für eine Dienstzeit von drei Jahren und wurde dem 38. US-Infanterieregiment zugeteilt. Die militärische Eingangsuntersuchung bestand sie, dort wurde auch nicht erkannt, dass sie eine Frau war. Am 13. Februar 1867 wurde Williams nach Jefferson Barracks in Missouri geschickt, und einige Monate später, im April, marschierten die Truppen nach Fort Riley in Kansas. Im Juni waren sie wieder unterwegs, diesmal nach Fort Harker, Kansas, und im nächsten Monat nach Fort Union, New Mexico, mehr als 800 km entfernt. Am 7. September zog das Regiment nach Fort Cummings, New Mexico, und traf am 1. Oktober ein. Sie waren dort acht Monate lang stationiert, um Bergleute und reisende Einwanderer vor den Angriffen der Apachen zu schützen.
Kurz nach ihrem Eintritt in die Armee erkrankte sie an Pocken und wurde in ein Krankenhaus eingeliefert. Nach dem Abklingen der Krankheit kehrte sie zu ihrer Einheit nach New Mexico zurück. Sie litt unter schlechter Gesundheit, was möglicherweise auf die Pockenerkrankung, die Hitze oder das jahrelange Marschieren zurückging und musste sich öfter in ärztliche Behandlung begeben. Ihre Einheit marschierte am 6. Juni 1868 nach Fort Bayard, New Mexico und am 13. Juli wurde sie in das Krankenhaus von Fort Bayard eingeliefert. Diesmal wurde Neuralgie diagnostiziert. Am 14. Oktober 1868 wurde William Cathey ehrenvoll aus dem Dienst entlassen, nachdem man erkannt hatte, dass sie eine Frau war. Zusätzlich wurde ihr bescheinigt, dass sie seit dem 20. Mai 1867 unter dem Kommando ihres befehlshabenden Offiziers, Captain Charles E. Clarke stand, der erklärte, dass sie unter schlechter Gesundheit litt, ständig krank gewesen wäre und keine Leistung erbracht hätte. Der diensthabende Arzt bestätigte dies und erklärte, dass sie nicht in der Lage wäre, Militärdienst zu leisten und dieser Zustand bereits vor Eintritt in die Armee bestanden hätte.
Williams nahm an regelmäßigen Garnisonsdiensten teil, wurde an der Muskete ausgebildet und lernte Wach- und Erkundungsmissionen durchzuführen. Jedoch gibt es keine Aufzeichnungen darüber, dass sie jemals während ihrer Dienstzeit am direkten Kampf teilgenommen hat. Ebenfalls deuten keine Aufzeichnungen darauf hin, dass sie eine außergewöhnliche Soldatin gewesen war, doch es gibt Hinweise darauf, dass sie ihren Dienst perfekt ausgeführt habe. Obwohl sie von ihrem befehlshabenden Offizier anscheinend nicht sehr geschätzt wurde, wurde sie mit dem Vermächtnis entlassen, die erste und einzige weibliche Buffalo Soldier gewesen zu sein.

## Nach der Armee
Nach ihrer Entlassung aus der Armee arbeitete Williams von 1869 bis 1870 als Köchin in Fort Union, New Mexico, später zog sie nach Pueblo, Colorado und arbeitete als Wäscherin. Dort heiratete sie, doch ihr Mann verließ sie und nahm ihr Geld und ihre Pferde mit. Williams ließ ihn verhaften und zog 1872 nach Trinidad, Colorado. Dort arbeitete sie ebenfalls als Wäscherin und manchmal als Krankenschwester. Ein Reporter aus St. Louis erfuhr Gerüchte über eine Afroamerikanerin, die in der Armee gedient hatte und suchte sie auf, um sie zu interviewen. Ihre Geschichte wurde bekannt und am 2. Januar 1876 in der St. Louis Daily Times veröffentlicht.
Gesundheitlich ging es ihr nicht gut und Anfang 1890 kam sie für fast eineinhalb Jahre ins Krankenhaus. Als sie das Krankenhaus verließ, war sie mittellos und im Juni 1891 beantragte sie eine Rente der U.S. Army. In ihrem Antrag führte sie aus, sie leide an Taubheit, Rheuma und Neuralgie, an der sie während ihrer Militärzeit erkrankt wäre. Nach verschiedenen ärztlichen Untersuchungen wies die Rentenbehörde ihren Antrag jedoch mit der Begründung zurück, dass keine Behinderung vorläge. Außerdem wurde festgestellt, dass in ihrem Entlassungsbescheid aus dem Dienst darauf hingewiesen wurde, dass ihre Erkrankungen bereits vor ihrem Eintritt in die Armee vorgelegen hätten. Schließlich und am offensichtlichsten war ihr Dienst in der Armee nicht legal, und jede Art von Rente, ob Behinderung oder auf andere Weise, wurde verweigert. Dies obwohl es Präzedenzfälle für die Gewährung einer Rente für weibliche Soldaten gab wie sie an Deborah Sampson, Anna Maria Lane und Molly Williams, die sich im Unabhängigkeitskrieg ebenfalls als Männer verkleidet und gedient hatten, gezahlt wurde.

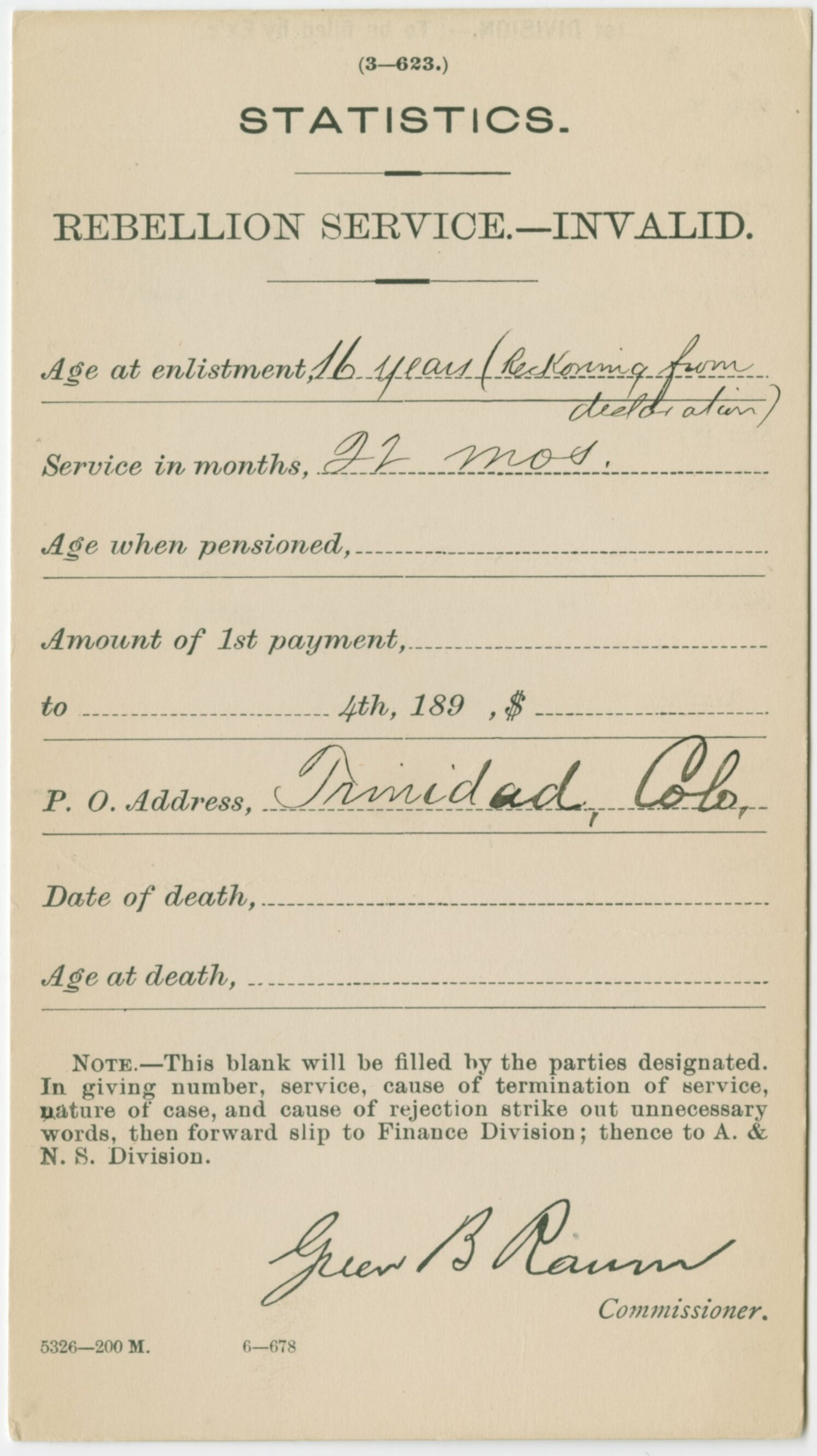
Pensionsunterlagen von Cathay Williams

Im September 1893 untersuchte ein Arzt Williams. Sie litt an Neuralgie und Diabetes und ihr waren alle Zehen amputiert worden. Laufen konnte sie nur mit einer Krücke. Der genaue Zeitpunkt ihres Todes ist nicht bekannt. Da sie jedoch im Census von 1900 nicht mehr genannt wird, wird sie vor 1900 verstorben sein.
Cathay Williams war die erste Afroamerikanerin, die als einzige dokumentierte Frau in der Armee der Vereinigten Staaten diente, obwohl sie als Mann verkleidet war. Williams ist auch die einzige bekannte weibliche Buffalo Soldier.